# Animal Crossing (computerspel)
Animal Crossing (どうぶつの森, Dōbutsu no Mori, Nederlands: Dierenbos, soms ook wel Animal Crossing: Population: Growing! genoemd) is een computerspel voor de Nintendo GameCube. Het doel van het levenssimulatiespel is om een leven op te bouwen in een dorp vol pratende diertjes. De manier waarop dit gedaan wordt, staat geheel vrij.

## Voor Animal Crossing
Acht maanden voordat Dōbutsu no Mori + in Japan het leven zag, was in april 2001 het spel Dōbutsu no Mori voor de Nintendo 64 uitgebracht, waar Animal Crossing essentieel een remake van is. Omdat de Nintendo 64 buiten Japan toentertijd niet meer werd ondersteund, besloot Nintendo om het spel niet in andere landen uit te brengen. Ook had het spel een uitbreiding nodig in de vorm van de Dynamic Drive, een uitbreiding die eveneens niet buiten Japan was uitgegeven. Nintendo besloot het spel door middel van een remake uit te breiden en het uit te geven op de GameCube. Deze remake zou Animal Crossing gaan heten en was eind september 2004 ook in de Europese winkels te vinden met een bijgeleverde geheugenkaart. De westerse veranderingen in het spel beviel de spelfabrikant zo goed dat Dōbutsu no Mori e+ in Japan op de markt werd gebracht. 
In 2006 werd uiteindelijk nog een port van het origineel in China uitgebracht op de iQue.

## Gameplay
Animal Crossing kent geen verplichtingen tijdens het spel. Zo hoeft er in principe niets gedaan te worden, maar dan zullen er wel consequenties volgen zoals groeiend onkruid en ontevreden buren. Het spel weet echter te boeien met diverse activiteiten en talloze verzamelobjecten. Zo kan het personage, de dorpsbewoner of villager, onder andere vissen, insecten vangen, fossielen opgraven, fruit telen, klusjes uitvoeren voor de buren en brieven schrijven. Fossielen, vissen en insecten kunnen aan het museum gedoneerd worden of verkocht worden in het dorpswinkeltje. In datzelfde winkeltje kan de speler meubels kopen om het huis van de dorpsbewoner naar eigen smaak in te richten. Met de mogelijkheid het huisje te vergroten zijn er talloze aanpassingen mogelijk om het spel boeiend te houden.
Het spel is gebaseerd op echte tijd, zelfs wanneer het niet wordt gespeeld. In de winter zal het sneeuwen en in de zomer zal de zon schijnen. In de avonduren is het donker en overdag is het licht. Het spel gebruikt de echte tijd echter ook op een andere manier in de vorm van feestdagen. Zo kan de speler bijvoorbeeld op 31 december Oud en Nieuw vieren in de spelwereld, en op 31 oktober zullen de buren gereed staan voor Halloween.

### Oude spellen
In het spel zijn ook een aantal oude spellen te vinden die oorspronkelijk op Nintendos NES uit zijn gekomen. Dit zijn de volgende spellen:
- Balloon Fight
- Baseball
- Clu Clu Land
- Clu Clu Land D
- Donkey Kong
- Donkey Kong Jr.
- Donkey Kong Jr. Math
- Donkey Kong 3
- Excitebike
- Golf

- Ice Climber
- The Legend of Zelda (niet direct verkrijgbaar in het spel)
- Mario Bros.
- Pinball
- Punch-Out!!
- Soccer
- Super Mario Bros. (niet direct verkrijgbaar in het spel)
- Tennis
- Wario's Woods

## Na Animal Crossing
Er stond een tweede deel van Animal Crossing voor de GameCube gepland, maar dit werd al snel geannuleerd. Wel volgde een nieuw deel voor de Nintendo DS, namelijk Animal Crossing: Wild World. Dit spel bleef trouw aan de basis die Animal Crossing bood, maar leverde daarnaast enkele vernieuwingen.

## Ontvangst
| Beoordeeld door                  | Platform | Datum             | Score |
| -------------------------------- | -------- | ----------------- | ----- |
| Gamer's Pulse                    | GameCube | 18 november 2002  | 96%   |
| Gaming Target                    | GameCube | 17 oktober 2002   | 92%   |
| IGN                              | GameCube | 5 september 2002  | 91%   |
| GamePro (USA)                    | GameCube | 16 september 2002 | 90%   |
| Digital Entertainment News (den) | GameCube | 31 juli 2003      | 90%   |
| GameZone                         | GameCube | 10 januari 2003   | 90%   |
| Nintendo Difference              | GameCube | 27 oktober 2002   | 85%   |
| Stratos Group                    | GameCube | 3 oktober 2002    | 84%   |
| Fragland.net                     | GameCube | 20 oktober 2004   | 83%   |
| Cubed3                           | GameCube | 12 september 2004 | 80%   |

## Trivia
- Het spel is opgenomen in het boek 1001 Video Games You Must Play Before You Die van Tony Mott.